# Abutilon auritum
Abutilon auritum är en malvaväxtart som först beskrevs av Heinrich Friedrich Link, och fick sitt nu gällande namn av Robert Sweet. Abutilon auritum ingår i släktet klockmalvor, och familjen malvaväxter. Inga underarter finns listade i Catalogue of Life.